# Camp militaire des Espagots
Le camp militaire des Espagots est un site de l'armée française situé en Tarn-et-Garonne à cheval sur les communes de Caylus et Lacapelle-Livron.
Le camp a une surface actuelle de 5 500 hectares et accueille environ 140 000 soldats par an, qui peuvent venir par avion grâce à une piste d'atterrissage pour C-160 Transall.
Il est un lieu d'entraînement pour différentes troupes tout au long de l'année, et l'un des plus grands camps de France.